# Blue Jackets de Columbus
Les Blue Jackets de Columbus (en anglais Columbus Blue Jackets, soit Les Tuniques bleues de Columbus) sont une franchise professionnelle de hockey sur glace d'Amérique du Nord. L'équipe est basée à Columbus, dans l'Ohio et joue ses matchs à domicile à la Nationwide Arena qui a ouvert lors de la création de l'équipe. Ils font partie de la Ligue nationale de hockey (également désignée par le sigle LNH), et s'alignent dans la division Métropolitaine de l'association de l'Est. 
Les Blue Jackets sont fondés en 2000, lors de l'expansion de la LNH qui permet de les intégrer en même temps que les Wild du Minnesota. L'équipe atteint les séries éliminatoires pour la première fois en 2009, après des débuts difficiles, mais n'a pour l'instant pas encore joué de finale de la Coupe Stanley.

## Histoire de la franchise

### Origine du nom
Le nom de la franchise Blue Jackets  est une référence à la Guerre de Sécession. Les soldats de l'Union portaient la tenue réglementaire de l'armée américaine : un veston bleu foncé et des pantalons bleu ciel. De là vint le surnom des soldats du Nord : les « Tuniques (ou Uniformes) Bleues » en anglais, les Blue Jackets.

### Création de la franchise

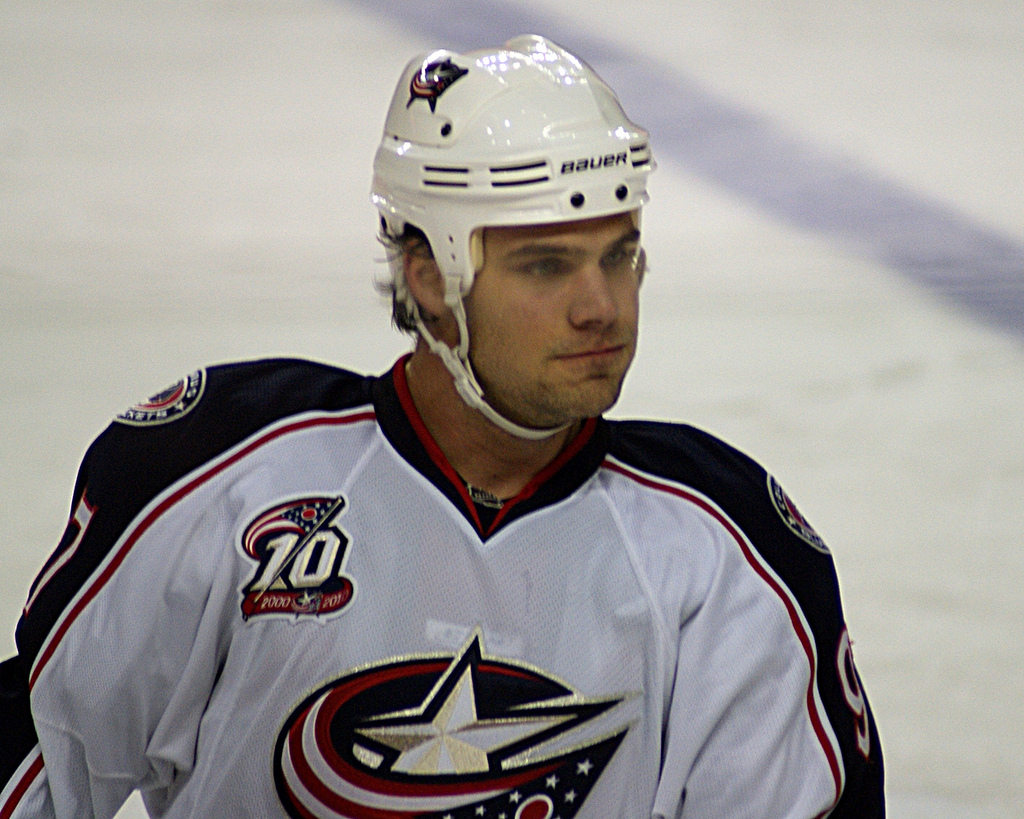
En 2000, les Blue Jackets visent sur Rostislav Klesla en quatrième position au repêchage d'entrée.

À la suite du départ des Barons de Cleveland, l'État de l'Ohio reste sans équipe de la Ligue nationale de hockey pendant 22 ans. En novembre 1996, un groupe d'hommes d'affaires de l'Ohio dépose une demande à la LNH pour avoir une équipe à Columbus. Le 31 mai 1997, le Nationwide Mutual Insurance Company annonce le plan de financer les 150 millions dollars d'aréna pour Columbus. Le 25 juin, la LNH autorise le Nationwide Mutual Insurance Company d'avoir une franchise à Columbus qui fera ses débuts dans la saison 2000-2001. Le 11 novembre, l'équipe va s'appeler les Blue Jackets en l'honneur de l'Armée de l'Union qui a joué un rôle important dans la guerre de Sécession, qui avait eu lieu dans l'État de l'Ohio et dans la ville de Columbus.
Le 11 février 1998, Doug MacLean est nommé directeur général et président de l'équipe. En mai 1998, les Blue Jackets vont joué leurs matchs à domicile au Nationwide Arena, qui va ouvrir ses portes le 9 septembre 2000.
Le 23 juin 2000, la franchise fait ses débuts dans le monde de la LNH. Ils participent tout d'abord au repêchage d'expansion organisé pour l'arrivée des Blue Jackets mais également du Wild du Minnesota. Les franchises des Thrashers d'Atlanta et les Predators de Nashville ayant respectivement un et deux ans d'ancienneté ne participent pas au repêchage. Toutes les vingt-six autres équipes participent et peuvent protéger jusqu'à quinze de leurs joueurs alors que Wild et Blue Jackets choisissent chacun leur tour vingt-six joueurs chacun. Deux gardiens de buts sont pris en premier, Columbus choisit Rick Tabaracci puis le Wild décide de récupérer Jamie McLennan.
Le même jour, la LNH organise le repêchage d'entrée de 2000 pour les joueurs juniors. Les Blue Jackets ont la possibilité de choisir un joueur en quatrième position et, après Rick DiPietro premier choisi par Islanders de New York, Dany Heatley sélectionné par les Thrashers d'Atlanta et Marián Gáborík par le Wild, ils décident de choisir le défenseur tchèque Rostislav Klesla. Le 5 juillet, Dave King est nommé entraîneur-chef de l'équipe.

### Les premières saisons

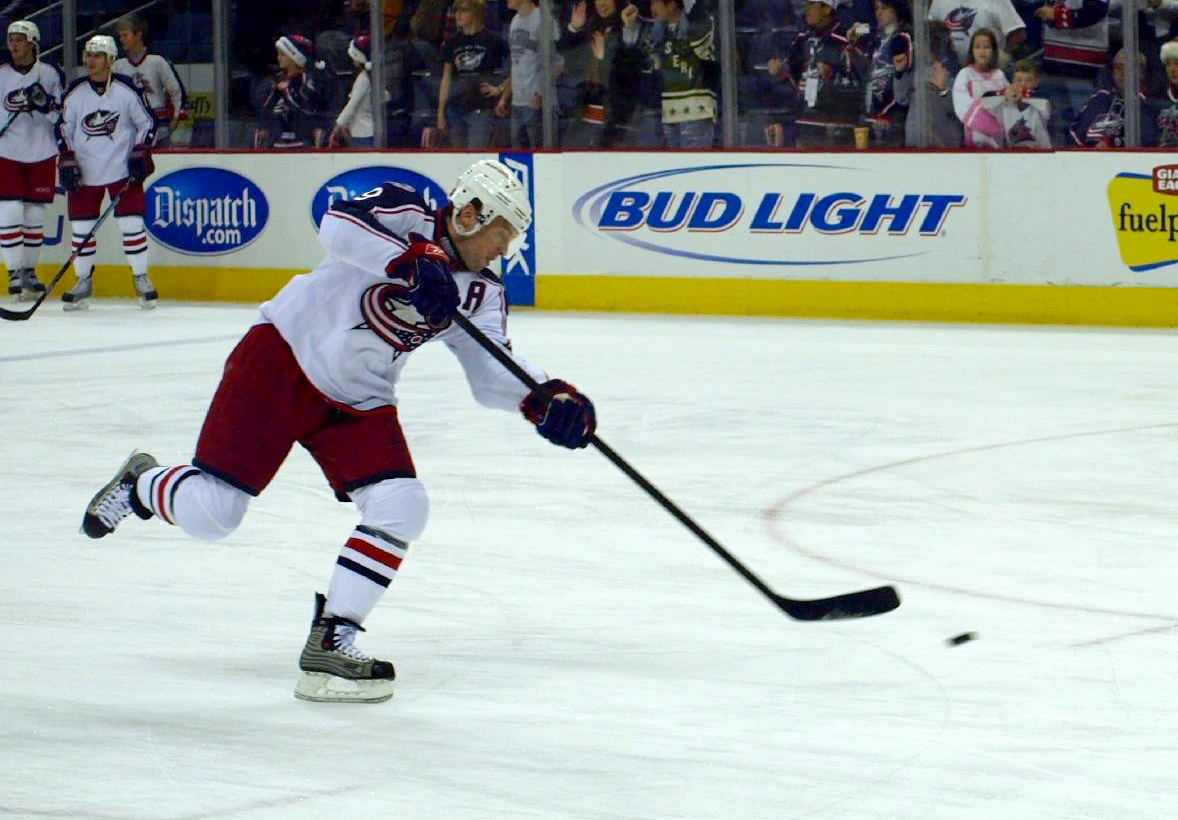
David Výborný, joueur des Blue Jackets entre 2000 et 2008.

Les Blue Jackets commencent leur saison le 7 octobre 2000 sur leur glace en affrontant les Blackhawks de Chicago ; Bruce Gardiner marque le premier but de l'histoire de l'équipe malgré une défaite 5-3 dans une salle comble de 18 136 spectateurs alors qu'ils menaient 3-0. Cinq jours plus tard, l'équipe réalise la première victoire de leur histoire avec un gain 3-2 sur la glace des Flames de Calgary, le Pengrowth Saddledome ; Kevyn Adams a marqué deux buts dont un but vainqueur. Le 27 octobre, Les Jackets gagnent leur premier match à domicile 3-2 contre les Capitals de Washington.
Le 18 décembre, Ron Tugnutt réalise le premier blanchissage de l'équipe avec une victoire 2-0  contre les Canadiens de Montréal. Le 10 février, Geoff Sanderson marque trois buts le même match lors d'une victoire 3-2 contre les Predators de Nashville ; il est le premier joueur des Jackets à réaliser un coup du chapeau. L'équipe termine la saison à la dernière place de la division Nord-Ouest et est éliminée de la course aux séries éliminatoires de la Coupe Stanley. Geoff Sanderson est le meilleur pointeur des Blue Jackets avec 56 points alors que Jaromír Jágr des Penguins de Pittsburgh est meneur de la LNH pour cet exercice avec cent vingt-et-un points.

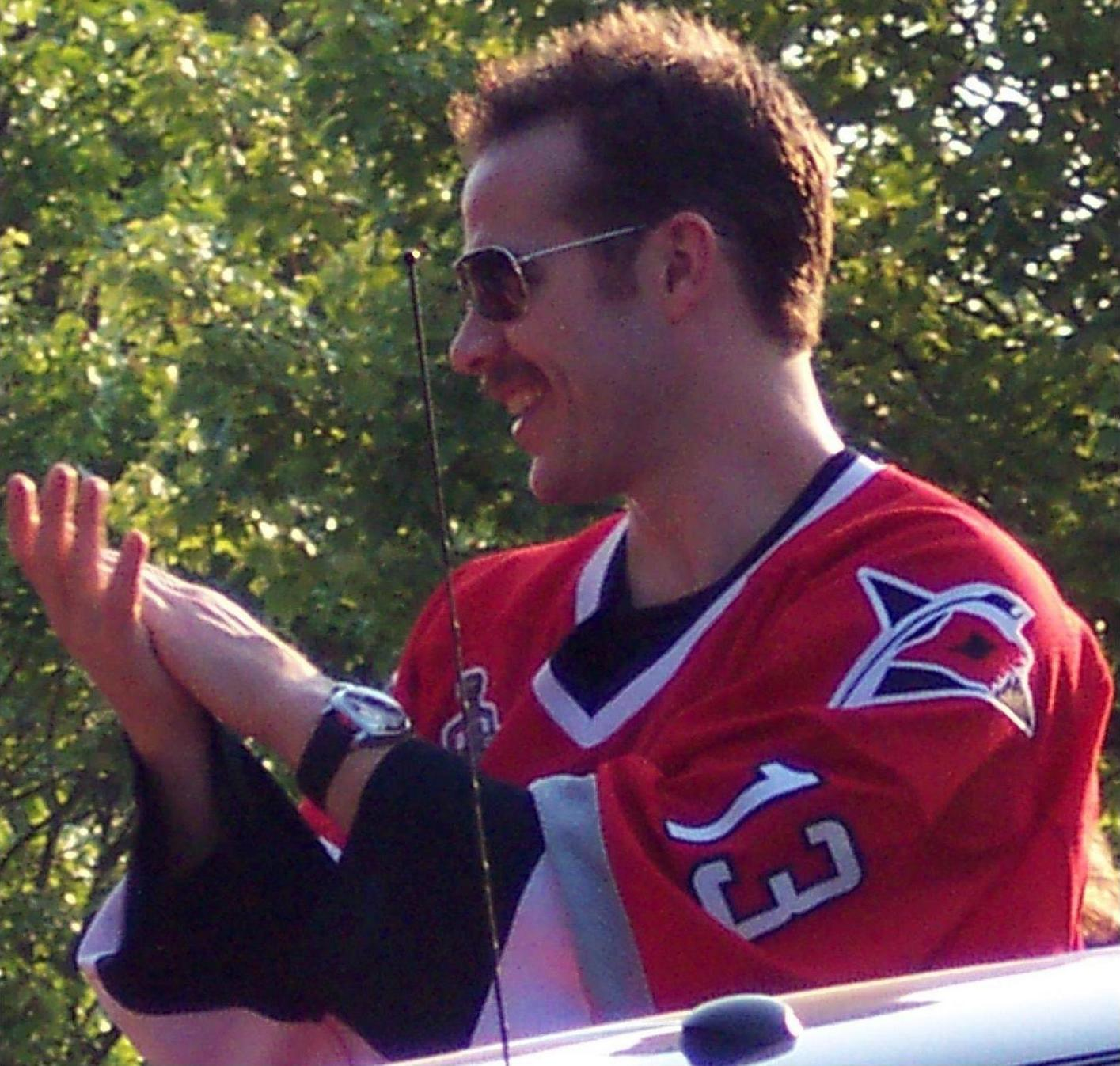
Ray Whitney termine deux fois meilleur pointeur de l'équipe en 2001-2002 et 2002-2003.

La saison suivante, les Blue Jackets terminent avec seulement 57 points, dernière place de la division et avant-dernière place de la ligue. Espen Knutsen est sélectionné pour le 52e Match des étoiles de la LNH pour représenter les Blue Jackets ; il devient le premier joueur des Blue Jackets à jouer un Match des étoiles de la LNH. Ray Whitney, acquis des Panthers de la Floride la saison passée en mars, termine meilleur pointeur de l'équipe avec 61. Jarome Iginla est le champion pointeur de la saison avec 96, 35 de plus que Whitney.
Le 16 mars 2002, lors d'une partie contre les Flames de Calgary, Knutsen décocha un tir qui dévia sur la crosse du défenseur des Flames Derek Morris et le palet alla finir sa course dans les estrades. Une jeune spectatrice, Brittanie Cecil, reçut le palet à la tête. Elle mourut deux jours plus tard à la suite de cette blessure à l'âge de 13 ans. Depuis, des filets proctecteurs sont installés derrière les buts au-dessus des baies vitrées. Afin de la rendre hommage, les joueurs de l'équipe ont un cœur rouge avec les initials BNC apparaissent sur leurs casques pour le reste de la saison.
Les Blues Jackets remportent le premier choix pour le repêchage d'entrée de 2002 et ils font la sélection de Rick Nash, joueur des Knights de London dans la Ligue de hockey de l'Ontario. Le 7 janvier 2003, avec les résultats médiocres de la part de l'entraîneur Dave King, les Jackets montrent la porte à ce dernier. Le directeur général Doug MacLean va assurer l'intérim pour le reste de la saison. Avec seulement 69 points, Columbus est encore une fois écarté de la course aux séries éliminatoires avec la dernière place de la division. Whitney termine encore une fois meilleur pointeur de l'équipe avec 76 points, dont 52 aides ; Peter Forsberg et Milan Hejduk de l'Avalanche du Colorado comptent respectivement cent-six points et cinquante buts.
La saison suivante, le premier janvier, Gerard Gallant devient le nouvel entraîneur-chef de l'équipe. À la fin de la saison, les Blue Jackets sont encore une fois éliminés des séries. Avec 41 buts, Nash termine meilleur buteur de l'équipe et également de la ligue ; il est à égalité avec Ilia Kovaltchouk des Thrashers d'Atlanta et Jarome Iginla des Flames de Calgary et ils remportent à trois le trophée Maurice-Richard du meilleur buteur.

### Le lock-out et les saisons suivantes

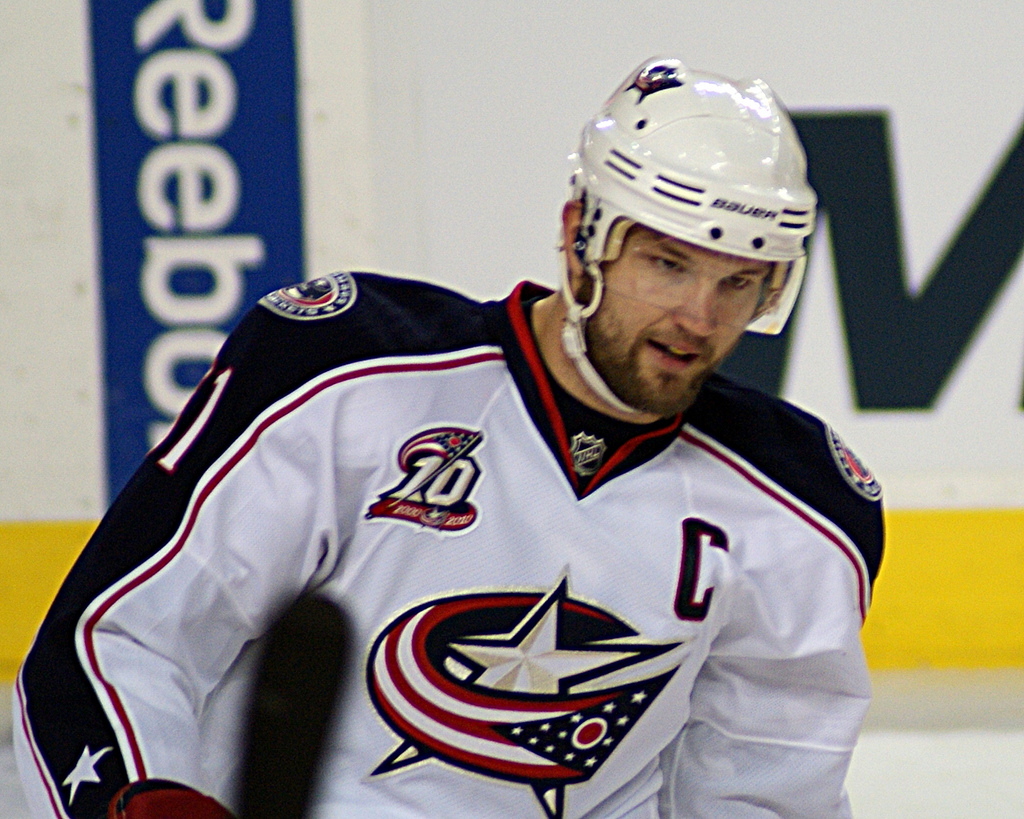
Rick Nash, capitaine des Blue Jackets à la fin de la saison 2007-2008 et meilleur pointeur de l'histoire de l'équipe.

Le 15 septembre 2004, la LNH décide un lock-out et au mois de février, Gary Bettman annonce officiellement l'annulation complète de la saison 2004-2005 de la LNH, faute d'avoir trouvé une entente concernant une nouvelle convention collective entre la Ligue et l'Association des joueurs. Les franchises de la LNH ne reviennent au jeu que pour la saison 2005-2006. Pour cette saison, deux nouvelles têtes apparaissent avec les Blue Jackets ; les vétérans Adam Foote et Sergueï Fiodorov. Le 6 décembre, les Blue Jackets nomment Foote en tant que capitaine. Les Blue Jackets sont encore une fois écartés des séries éliminatoires avec 35 victoires et la troisième place de la division. Výborný termine meilleur pointeur des Jackets avec 60 points. La saison suivante, saison où Columbus est encore éliminé des séries, Gallant a été congédié puis remplacé par Gary Agnew, entraîneur adjoint de l'équipe mais après cinq matchs, il est remplacé par Ken Hitchcock.
En juin 2007, les Blue Jackets montrent au DG MacLean et est remplacé par Scott Howson. Le 22 juin au repêchage d'entrée, les Blue Jackets repêchent au septième rang l'ailier droit Jakub Voráček, ce dernier ne rejoint pas pour autant l'organisation et continue à progresser dans la Ligue de hockey junior majeur du Québec. Le 26 février, Foote et Fiodorov quittent tous les deux l'équipe ; Foote retourne avec son ancienne équipe, l'Avalanche du Colorado et Fiodorov est échangé aux Capitals de Washington. Les Blue Jackets nomment Nash en tant que capitaine le 12 mai en remplacement de Foote. Nash est le meilleur pointeur des Blue Jackets avec 69 points. Malgré tout, l'équipe de Columbus est encore éliminé des séries éliminatoires avec 80 points et la quatrième place de la division.
Durant l'intersaison de 2008-2009, Voráček va jouer sa première saison avec les Blue Jackets et ils acquièrent R.J. Umberger des Flyers de Philadelphie en retour d'un choix de troisième et quatrième ronde au repêchage de 2008. Le gardien de but Steve Mason, repêché en 2006 au 69e rang, rejoint l'équipe. Le 2 janvier, Mason, bat le record du plus grand nombre de minutes joués sans avoir encaissé un but pendant 199 minutes et 19 secondes, et devient le premier gardien de l'histoire de la franchise à avoir réussi trois blanchissages de suite les 27, 29 et 31 décembre. 

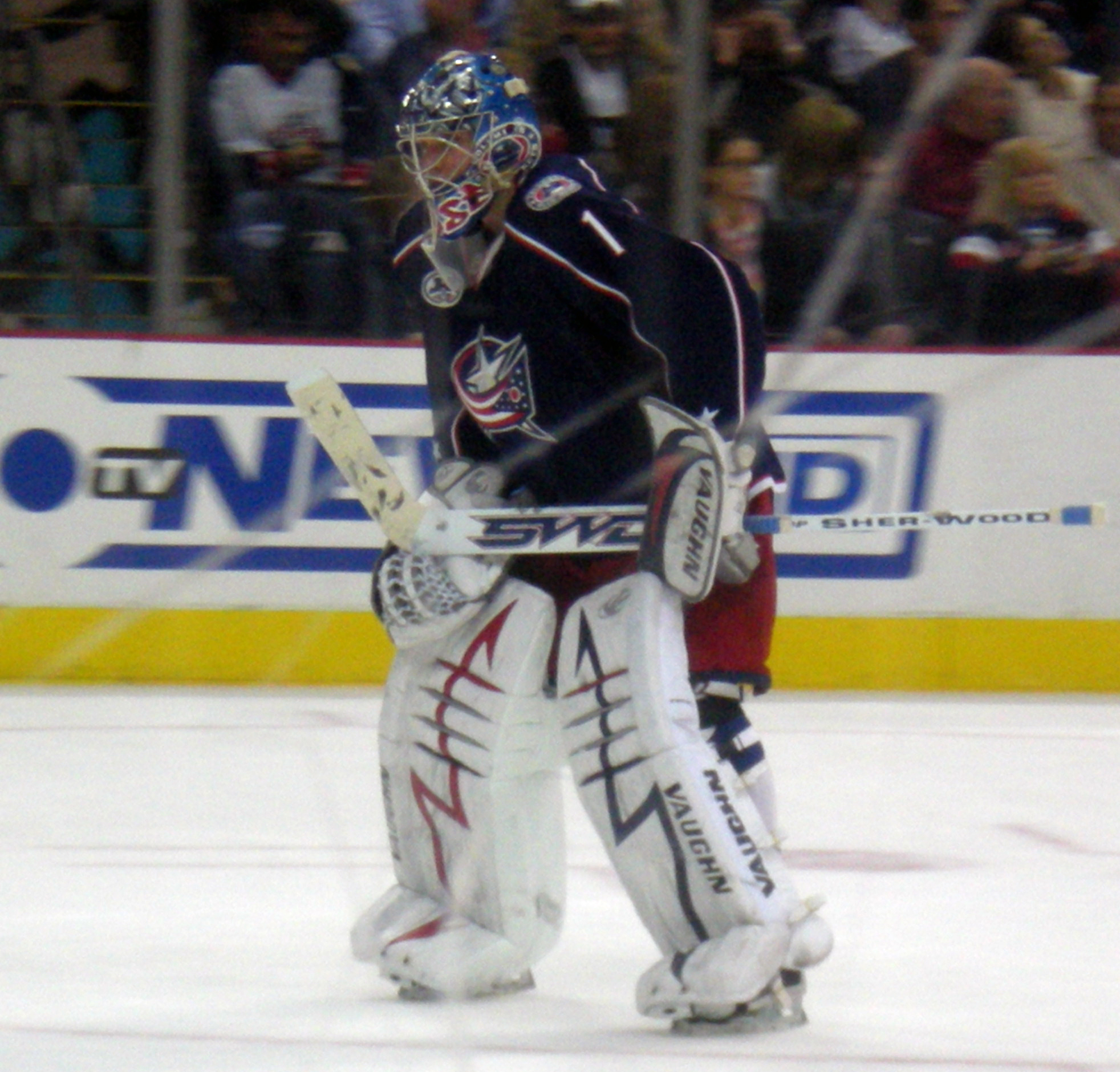
Steve Mason, vainqueur du trophée Calder en 2008-2009.

Nash termine meilleur pointeur avec 79 points, un record pour l'équipe et les Blues Jackets terminent la saison avec 41 victoires et 92 points pour la quatrième place division. Avec la septième place de l'association, les Blue Jackets font pour la première fois de leur histoire les séries éliminatoires de la Coupe Stanley. Alors qu'ils rencontrent les Red Wings de Détroit, les Jackets sont rapidement éliminés des séries en quatre rencontres. Mason remporte le trophée Calder de la meilleure recrue de la saison. Au cours de la saison, il réalise dix blanchissages pour battre le record des neuf blanchits de Pascal Leclaire la saison passée.
Au cours de la saison 2009-2010 après 59 matchs, les Blue Jackets congédient Hitchcock et est remplacé par Claude Noël, l'entraîneur adjoint de l'équipe. Nash est encore le meilleur pointeur de l'équipe avec 67 points, mais les Jackets sont éliminés avec 79 points et la dernière place de la division. Les Oilers d'Edmonton ont une pire fiche que les Blue Jackets avec 62 points, soit 17points de moins que l'équipe de l'Ohio.
Pour la saison 2010-2011, les Blue Jackets nomment Scott Arniel comme entraîneur-chef et Dan Hinote, Bob Boughner et Brad Berry seront les trois nouveaux adjoints de Arniel. Rick Nash termine encore une fois meilleur pointeur et finalement, les Blue Jackets ne font pas les séries avec la dernière place de la division. Le 23 juin 2011, les Blue Jackets reçoivent Jeff Carter des Flyers de Philadelphie en retour de Voráček et d'un choix de première et troisième ronde au repêchage de 2011.
Le 12 février 2013, les Blue Jackets annonce le congédiement de leur directeur-général Scott Howson, il quitte également alors son poste de vice-président exécutif.

## Identité de l'équipe

### Logos
Depuis la création des Blue Jackets, l'équipe a changé leur logo une fois. Le premier logo des Jackets est un ruban étoilé qui forme CB avec un bâton de hockey surmonté d'une étoile formant la lettre J. En 2007, les Blue Jackets changent de logo pour une étoile argentée entourée par le drapeau de l'Ohio formant la lettre C, qui était auparavant le logo secondaire de l'équipe depuis 2003.

À la création de l'équipe, la franchise de Columbus utilise également des logos secondaires pour certaines occasions particulières et pour habiller les épaulettes de leur maillot. Depuis les débuts, leur logo était une mouche tenant un bâton de hockey habillé d'un blouson de l'Union et il est ensuite abandonné en 2004. Depuis 2003, il y a eu un autre logo secondaire : un ovale bleu qui est écrit « Columbus » au premier et ensuite « Blue Jackets » en deuxième. Au centre, il y a une casquette de l'Union. Enfin, comme de nombreuses franchises de la LNH, les Blue Jackets utilisent de temps en temps des patchs pour célébrer des dates anniversaires spéciales.

Premier logo des Blue Jackets, de 2000 à 2007
Logo des Blue Jackets depuis 2007

### Logos secondaires

Logo secondaire des Blue Jackets, de 2000 à 2004
Logo secondaire des Blue Jackets, de 2000 à 2004
Logo secondaire des Blue Jackets depuis 2003
Logo secondaire des Blue Jackets depuis 2010
Logo secondaire des Blue Jackets depuis 2015

### Logos anniversaires

Logo de la saison inaugurale des Blue Jackets
Logo du dixième anniversaire des Blue Jackets
Logo du vingtième anniversaire des Blue Jackets

## Affiliations

### Affiliations primaires
Les franchises de la Ligue nationale de hockey ayant un effectif limité par convention, elles sont « affiliées » chaque saison à une ou plusieurs équipes de ligues moins importantes. Ceci leur permet de recruter de jeunes joueurs lors des repêchages annuels tout en leur permettant de continuer leur développement sans les lancer trop tôt dans le « grand bain ». De plus, ces équipes affiliées (aussi nommées clubs-écoles ou farm team en anglais) constituent une réserve de talents pour les franchises de la LNH qui font appel à eux au gré des blessures et/ou méformes des joueurs de l'effectif de départ. À l'exception de quelques équipes propriétaires elles-mêmes de leur club-école, les affiliations sont conclues par une entente contractuelle et ne sont donc pas figées dans le temps. Depuis ses débuts, les Blue Jackets a été affilié aux équipes suivantes :
- 2000 à 2010 : Crunch de Syracuse (LAH)
- 2010 à 2015 : Falcons de Springfield (LAH)
- Depuis 2015 : Monsters de Cleveland (LAH)

### Affiliations secondaires
En plus de ces équipes, les franchises de la LNH possèdent une ou des affiliations dites « secondaires » avec des équipes évoluant dans des ligues mineures. Ces équipes, sont généralement utilisées comme réservoir pour les équipes précédentes en cas d'absence de joueurs blessés ou partis évoluer avec une équipe de la LNH. Au cours de son histoire, les Blue Jackets a eu les affiliations secondaires suivantes :
- 2000 à 2008 : Bombers de Dayton (ECHL)
- 2000-2001 : Jackals d'Elmira (UHL)
- 2004-2005 : Jackals d'Elmira (UHL)
- 2008-2009 : Chiefs de Johnstown (ECHL)
- 2009-2010 : Gladiators de Gwinnett (ECHL)
- 2010-2011 : Komets de Fort Wayne (LCH[Note 5])
- 2011-2012 : Express de Chicago (ECHL)
- 2012-2013 : IceMen d'Evansville
- 2014-2016 : Wings de Kalamazoo (ECHL)
- 2021-2023 : Wings de Kalamazoo[36]

## Les joueurs

### Effectif actuel
| No    | Nom                  | Nat. | Position      | Arrivée                          | Salaire        |
| ----- | -------------------- | ---- | ------------- | -------------------------------- | -------------- |
| +070, | Joonas Korpisalo     |      | Gardien       | 2012 - Repêchage                 | +01 300 000, $ |
| +090, | Elvis Merzļikins     |      | Gardien       | 2014 - Repêchage                 | +05 400 000, $ |
| +002, | Andrew Peeke         |      | Défenseur     | 2020 - Repêchage                 | +00787 500, $  |
| +004, | Vladislav Gavrikov   |      | Défenseur     | 2015 - Repêchage                 | +02 800 000, $ |
| +008, | Zachary Werenski – A |      | Défenseur     | 2015 - Repêchage                 | +09 583 333, $ |
| +015, | Gavin Bayreuther     |      | Défenseur     | 2020 - Agent libre               | +00750 000, $  |
| +022, | Jake Bean            |      | Défenseur     | 2021 - Hurricanes de la Caroline | +02 333 333, $ |
| +023, | Jake Christiansen    |      | Défenseur     | 2020 - Agent libre               | +00925 000, $  |
| +027, | Adam Boqvist         |      | Défenseur     | 2021 - Blackhawks de Chicago     | +02 600 000, $ |
| +044, | Erik Gudbranson      |      | Défenseur     | 2022 - Agent libre               | +04 000 000, $ |
| +047, | Marcus Björk         |      | Défenseur     | 2022 - Agent libre               | +00925 000, $  |
| +077, | Nick Blankenburg     |      | Défenseur     | 2021 - Agent libre               | +00825 000, $  |
| +007, | Sean Kuraly          |      | Centre        | 2021 - Agent libre               | +02 500 000, $ |
| +013, | Johnny Gaudreau      |      | Ailier gauche | 2022 - Agent libre               | +09 750 000, $ |
| +014, | Gustav Nyquist – A   |      | Centre        | 2019 - Agent libre               | +05 500 000, $ |
| +016, | Brendan Gaunce       |      | Ailier gauche | 2021 - Agent libre               | +00762 500, $  |
| +017, | Justin Danforth      |      | Ailier droit  | 2021 - Agent libre               | +00975 000, $  |
| +019, | Liam Foudy           |      | Centre        | 2018 - Repêchage                 | +00762 500, $  |
| +024, | Mathieu Olivier      |      | Ailier droit  | 2022 - Predators de Nashville    | +00750 000, $  |
| +029, | Patrik Laine         |      | Ailier gauche | 2021 - Jets de Winnipeg          | +08 700 000, $ |
| +034, | Cole Sillinger       |      | Centre        | 2021 - Repêchage                 | +00925 000, $  |
| +038, | Boone Jenner – C     |      | Centre        | 2011 - Repêchage                 | +03 750 000, $ |
| +050, | Eric Robinson        |      | Ailier gauche | 2018 - Agent libre               | +01 600 000, $ |
| +052, | Emil Bemström        |      | Ailier droit  | 2017 - Repêchage                 | +00900 000, $  |
| +059, | Iegor Tchinakhov     |      | Ailier droit  | 2020 - Repêchage                 | +00925 000, $  |
| +091, | Kent Johnson         |      | Centre        | 2021 - Repêchage                 | +00925 000, $  |
| +093, | Jakub Voráček        |      | Ailier droit  | 2021 - Flyers de Philadelphie    | +08 250 000, $ |
| +096, | Jack Roslovic        |      | Centre        | 2021 - Jets de Winnipeg          | +04 000 000, $ |

### Capitaines
| Période     | Nom du ou des joueurs |
| ----------- | --------------------- |
| 2000 à 2002 | Lyle Odelein          |
| 2002-2003   | Raymond Whitney       |
| 2003 à 2005 | Luke Richardson       |
| 2005 à 2008 | Adam Foote            |
| 2008 à 2012 | Richard Nash          |
| 2012 à 2015 | vacant                |
| 2015 à 2021 | Nicholas Foligno      |
| Depuis 2021 | Boone Jenner          |

### Numéros retirés
À l'heure actuelle, un ancien joueur des Blue Jackets a vu son numéro retiré.
| No  | Joueur        | Position      | Carrière  | Date du retrait |
| --- | ------------- | ------------- | --------- | --------------- |
| 61  | Rick Nash     | Ailier gauche | 2002-2019 | 5 mars 2022     |
| 99* | Wayne Gretzky | Centre        | 1978-1999 | 6 février 2000  |

* Numéro retiré pour toutes les équipes par la LNH lors du 50e Match des étoiles.

### Choix de premier tour
Chaque année et depuis 1963, les joueurs des ligues juniors ont la possibilité de signer des contrats avec les franchises de la LNH. Cette section présente les joueurs qui ont été choisis par les Blue Jackets lors du premier tour. Ces choix peuvent être échangé et ainsi, une année les équipes peuvent très bien ne pas avoir eu de choix de premier tour.
| Année | Joueur                            | Choix                    | Équipe junior                                    |
| ----- | --------------------------------- | ------------------------ | ------------------------------------------------ |
| 2000  | Rostislav Klesla                  | 4e au total              | Battalion de Brampton (LHO)                      |
| 2001  | Pascal Leclaire                   | 8e au total              | Mooseheads d'Halifax (LHJMQ)                     |
| 2002  | Rick Nash                         | 1er au total             | Knights de London (LHO)                          |
| 2003  | Nikolai Zherdev                   | 4e au total              | CSKA Moscou (Superliga)                          |
| 2004  | Alexandre Picard                  | 8e au total              | Maineiacs de Lewiston (LHJMQ)                    |
| 2005  | Gilbert Brulé                     | 6e au total              | Giants de Vancouver (LHOu)                       |
| 2006  | Derick Brassard                   | 6e au total              | Voltigeurs de Drummondville (LHJMQ)              |
| 2007  | Jakub Voracek                     | 7e au total              | Mooseheads d'Halifax (LHJMQ)                     |
| 2008  | Nikita Filatov                    | 6e au total              | CSKA Moscou (Superliga)                          |
| 2009  | John Moore                        | 21e au total             | Steel de Chicago (USHL)                          |
| 2010  | Ryan Johansen                     | 4e au total              | Winterhawks de Portland (LHOu)                   |
| 2011  | Aucun                             | Aucun                    | Aucun                                            |
| 2012  | Ryan Murray                       | 2e au total              | Silvertips d'Everett (LHOu)                      |
| 2013  | Alexander Wennberg                | 14e au total             | Djurgårdens IF (Allsvenskan)                     |
| 2013  | Kerby Rychel                      | 19e au total             | Spitfires de Windsor (LHO)                       |
| 2013  | Marko Daňo                        | 27e au total             | Slovan Bratislava (KHL)                          |
| 2014  | Sonny Milano                      | 16e au total             | Équipe des États-Unis des moins de 18 ans (USHL) |
| 2015  | Zachary Werenski Gabriel Carlsson | 8e au total 29e au total | Wolverines du Michigan (NCAA) Linköping (SHL)    |
| 2016  | Pierre-Luc Dubois                 | 3e au total              | Screaming Eagles du Cap-Breton (LHJMQ)           |
| 2017  | Aucun                             | Aucun                    | Aucun                                            |
| 2018  | Liam Foudy                        | 18e au total             | Knights de London (LHO)                          |
| 2019  | Aucun                             | Aucun                    | Aucun                                            |
| 2020  | Iegor Tchinakhov                  | 21e au total             | Avangard Omsk (KHL)                              |
| 2021  | Kent Johnson                      | 5e au total              | Wolverines du Michigan (NCAA)                    |
| 2021  | Cole Sillinger                    | 12e au total             | Stampede de Sioux Falls (USHL)                   |
| 2021  | Corson Ceulemans                  | 25e au total             | Bandits de Brooks (AJHL)                         |
| 2022  | David Jiříček                     | 6e au total              | HC Škoda Plzeň (Extraliga)                       |
| 2022  | Denton Mateychuk                  | 12e au total             | Warriors de Moose Jaw (LHOu)                     |
| 2023  | Adam Fantilli                     | 3e au total              | Wolverines du Michigan (BIG10)                   |

## Dirigeants

### Entraîneurs-chefs
| No | Nom                 | Engagement        | Départ            | Saison régulière | Saison régulière | Saison régulière | Saison régulière | Saison régulière | Saison régulière | Saison régulière | Séries éliminatoires | Séries éliminatoires | Séries éliminatoires | Séries éliminatoires | Remarques                       |
| No | Nom                 | Engagement        | Départ            | PJ               | V                | D                | N                | DP               | P                | % V              | PJ                   | V                    | D                    | % V                  | Remarques                       |
| -- | ------------------- | ----------------- | ----------------- | ---------------- | ---------------- | ---------------- | ---------------- | ---------------- | ---------------- | ---------------- | -------------------- | -------------------- | -------------------- | -------------------- | ------------------------------- |
| 1  | David King          | 5 juillet 2000    | 7 janvier 2003    | 204              | 64               | 106              | 21               | 13               | 162              | 39,7             | -                    | -                    | -                    | -                    |                                 |
| 2  | James MacLean       | 7 janvier 2003    | 1er janvier 2004  | 79               | 24               | 43               | 8                | 4                | 60               | 38,0             | -                    | -                    | -                    | -                    |                                 |
| 3  | Gerard Gallant      | 1er janvier 2004  | 13 novembre 2006  | 142              | 56               | 76               | 4                | 6                | 122              | 43,0             | -                    | -                    | -                    | -                    |                                 |
| 4  | Gary Agnew (en)     | 13 novembre 2006  | 22 novembre 2006  | 5                | 0                | 4                | 0                | 1                | 1                | 10,0             | -                    | -                    | -                    | -                    |                                 |
| 5  | Kenneth Hitchcock   | 22 novembre 2006  | 3 février 2010    | 284              | 125              | 123              | -                | 36               | 286              | 50,3             | 4                    | 0                    | 4                    | 0,0                  |                                 |
| 6  | Claude Noël         | 3 février 2010    | avril 2010        | 24               | 10               | 8                | -                | 6                | 26               | 54,2             | -                    | -                    | -                    | -                    |                                 |
| 7  | Scott Arniel        | 8 juin 2010       | 9 janvier 2012    | 123              | 45               | 60               | -                | 18               | 108              | 43,9             | -                    | -                    | -                    | -                    |                                 |
| 8  | Todd Richards       | 14 mai 2012       | 21 octobre 2015   | 260              | 127              | 112              | -                | 21               | 275              | 48,8             | 6                    | 2                    | 4                    | 33,3                 |                                 |
| 9  | John Tortorella     | 21 octobre 2015   | 9 mai 2021        | 447              | 227              | 166              | -                | 54               | 508              | 56,8             | 31                   | 13                   | 18                   | 41,9                 | trophée Jack-Adams en 2016-2017 |
| 10 | Brad Larsen         | 11 juin 2021      | 15 avril 2023     | 164              | 62               | 86               | -                | 16               | 140              | 42,2             | -                    | -                    | -                    | -                    |                                 |
| 11 | Michael Babcock,    | 1er juillet 2023  | 17 septembre 2023 | -                | -                | -                | -                | -                | -                | -                | -                    | -                    | -                    | -                    |                                 |
| 12 | Pascal Vincent (en) | 17 septembre 2023 | 17 juin 2024      | 82               | 27               | 43               | -                | 12               | 66               | 40,2             | -                    | -                    | -                    | -                    |                                 |
| 13 | Dean Evason         | 22 juillet 2024   |                   |                  |                  |                  | -                |                  |                  |                  |                      |                      |                      |                      |                                 |

### Directeurs généraux
| No | Nom                         | Engagement      | Départ          | Remarques |
| -- | --------------------------- | --------------- | --------------- | --------- |
| 1  | James MacLean               | 11 février 1998 | 19 avril 2007   |           |
| -  | Jim Clark (en) (ad interim) | 19 avril 2007   | 15 juin 2007    |           |
| 2  | Scott Howson                | 15 juin 2007    | 12 février 2013 |           |
| 3  | Jarmo Kekäläinen            | 13 février 2013 | 15 février 2024 |           |
| 4  | John Davidson (en)          | 15 février 2024 | 28 mai 2024     |           |
| 5  | Donald Waddell              | 28 mai 2024     |                 |           |